# Могилёвская оборона
Могилёвская оборона (бел. Магілёўская абарона) — боевые действия Красной армии в начале Великой Отечественной войны в июле 1941 года в районе города Могилёва (БССР).

## Предшествующие события
Западный фронт попал под удар наиболее крупной немецкой ГА Центр — его разгромили за неделю. В дыру во фронте хлынули дивизии 3-й и 2-й ТГ Гота и Гудериана. 3 июля начштаба вермахта Гальдер записал: «Не будет преувеличением сказать, что кампания против России выиграна в течение 14 дней».
После взятия Минска и разгрома советских сил в Белостокском и Минском котлах немецкие моторизованные корпуса начали продвижение к рубежу рек Западная Двина и Днепр с тем, чтобы оттуда начать новое наступление на Московском направлении.
Ключевой точкой на Днепре был Могилев: переправа через реку, автотрасса и ветки железных дорог. Уже 3 июля на дальние подступы к Могилеву вышли передовые и разведывательные отряды немцев.
Преодолев слабую оборону советских 20-го мехкорпуса и 4-го воздушно-десантного корпуса на р. Березина и Друть, немецкий 46 МК ТГ-2 вышел на подступы к Могилеву.
Позиции вокруг Могилева занимал 61 СК. Сам город защищала 172-я дивизия Михаила Романова, 50-летнего генерала, который воевал с немцами ещё в Первую мировую.
Штаб 61 СК прибыл из-под Орши 5 июля и принял командование над тремя стрелковыми дивизиями в р-не Могилёва: 53-й полковника Ивана Бартенева, 110-й полковника Василия Хлебцева и 172-й генерал-майора Михаила Романова. Передовые отряды советских дивизий приняли участие в сдерживающих боях западнее Могилёва.
7 июля 61 СК подчинили штабу 13А, отступающей от самого Молодечно. В этот день командарма генерал-лейтенанта Петра Филатова тяжело ранили (через неделю он умер в московском госпитале). Новым командующим 13 А стал генерал-лейтенант Федор Ремезов.

Жители Могилева в ожидании врага построили сильные укрепления. Воздушная разведка при штабе фон Клюге сообщала:
за Днепром русские расширяют оборонительные позиции. Эта непрерывная сеть взаимосвязанных траншей, дотов, ходов сообщений, противотанковых рвов, опорных пунктов, особенно вокруг населенных пунктов, многочисленных артиллерийских батарей с бетонными дотами. Внушительная оборонительная система в несколько км глубиной и напоминающая укрепления Первой мировой войны.
Сапёры создали вокруг города обширные минные поля, бойцы и жители рыли окопы, укрепляли дома, готовили "коктейли Молотова" — бутылки с зажигательной смесью против немецких танков.
После начала сражения немцы были удивлены частыми штыковыми атаками и рукопашным боем.

## Силы сторон

### РККА
В общей сложности Могилёв защищали около 100 тысяч солдат и офицеров.
Город оборонял 61-й стрелковый корпус Федора Бакунина и 20-й мехкорпус Никитина, а также остатки 8-10 дивизий, в том числе 1-й Московской мотострелковой дивизии Крейзера.
Из 13 А здесь оборонялись 61 ск, 20 мк, 4 воздушно-десантный корпус. А из 61 ск: 53 сд, 172 сд, 110 сд.
- 172 сд Михаила Романова включала 388 сп (полковник Кутепов С. Ф.), 514 сп (подполковник Бонич С. А.), 747 сп (подполковник Щеглов А. В.), 507 сп 148 сд, 493-й гаубичный артполк (полковник Живолуп И. Ф.), 340-й лёгкий артполк (полковник Мазалов И. С.), 341-й озад, 174-й истребительный противотанковый артдивизион, 157-й разведбатальон.
- 110-я стрелковая дивизия (полковник Хлебцев В. А.): 394-й сп (полковник Слепокуров Я. С.), 425-й сп (полковник Пшеничников А. С.), 411-й сп (подполковник Чистяков Я. П.), рота 223-го сп 53 сд, 601-й гаубичный артполк (полковник Якушев), 355-й лёгкий артполк (майор Кочерук Ф. С.), 200-й истребительный противотанковый артдивизион, 457-й озад, 140-й разведбатальон.
- 20-й стрелковый корпус Степана Еремина: большая часть 132, 137 и 160 сд.
- часть 148 и 187 сд.
- 20-й мехкорпус: 26 тд (генерал-майор Обухов В. Т.), 38 тд, 210-я мотодивизия (генерал-майор Пархоменко Ф. А.),
- 4 воздушно-десантный корпус (генерал-майор Жадов А. С.): 7-я воздушно-десантная бригада (полковник Тихонов М. Ф.), 8-я воздушно-десантная бригада (подполковник Онуфриев А. А.), 699-й артполк ПТО.
- Могилёвский полк народного ополчения (Калугин Н. И.): рабочие фабрики искусственного волокна (Щербаков А. В.), труболитейного завода (Петровский В. Б.), сотрудники предприятий и учреждений Могилёва (Терентьев П. Е.), Могилёвского ж/д узла, кирпичного завода № 7, студенты и преподаватели пединститута, истребительный батальон, батальон милиции (Владимиров К. Г.).

## Действия сторон
10-11 июля вермахт начал форсировать Днепр тремя моторизованными корпусами:
- 47-й мотокорпус занял плацдарм в р-не Копысь южнее Орши, откуда начал наступление на Смоленск;
- 46-й мотокорпус занял плацдарм в р-не Шклова;
- 24-й мотокорпус форсировал Днепр южнее Могилёва и захватил плацдарм в р-не Старого Быхова (у деревни Барколабово). Расширяя плацдарм, немцы взяли под контроль шоссе Могилёв-Гомель, передовые отряды направились к Пропойску и Могилёву.

Советские части пытались атаковать захваченные плацдармы с целью ликвидации, но наступление не увенчалось успехом. Выведенный из боя 20-й мехкорпус, получивший приказ атаковать немецкий плацдарм в районе Шклова, сумел начать наступление только 17 июля, когда противник уже подтянул пехотные соединения и укрепился.

### Окружение Могилева: 10-16 июля
Могилев попал в поле зрения командования группы армий "Центр". В оперсводке группы армий за 11 июля говорилось: 
«[4-я танковая] армия, захватив 11.7 ряд новых плацдармов по р. Днепр на участке Могилев, Орша и расширив плацдарм Стар. Быхов (Быхов), Дашковка, создала предпосылку для предусмотренного наступления в направлении Ельня. Пока трудно предвидеть, будет ли это наступление предпринято из района Могилев через Рясна на Ельня или же из района Шклов, Копысь через Горки».
Были предприняты конкретные шаги: на Могилев развернули 3-ю танковую дивизию XXIV корпуса. 11 июля она была в 20 км к юго-западу от Могилева, а утром 12 июля - уже на западной окраине города.
Традиционно атаку танков предварял мощный удар авиации.
12 июля немецкий 46-й мотокорпус начал наступать с захваченного плацдарма к Горкам. На острие главного удара оказалась советская 53 СД — её части окружили и рассеяли. Блокировать Могилёв с севера и прикрывать коммуникации 46-го мотокорпуса оставили полк «Великая Германия».

##### Кутепов и Буйничское поле
В этот же день немецкая 3-я танковая дивизия генерал-лейтенанта Моделя попыталась прорваться к городу с юга вдоль Бобруйского шоссе.
Оборону здесь держал 388 сп 172-й сд, которым командовал полковник Семен Кутепов. И батальон народного ополчения (комиссар П. Е. Терентьев). Их поддержали артиллеристы Мазалова.
Они перекрывали автодорогу Могилёв-Бобруйск и железную дорогу Могилёв-Жлобин.
Атаку отразили. После тяжёлого 14-часового боя в районе деревни Буйничи немцы отступили с большими потерями. На поле боя остались 39 подбитых немецких танков и бронемашин.
Оборонявшиеся тоже понесли большие потери, но сохранили позиции. На следующий день атаки немецких танков повторились и снова их остановили.

Как вспоминал полковник в отставке Хорст Зобель, служивший в июле 1941 г. в 3-й танковой дивизии, далее произошло следующее:
«3-я танковая дивизия начала атаку против Могилева двумя боевыми группами. Правая боевая группа несколько продвинулась вперед, но затем атака была остановлена из-за сильного сопротивления противника. Левая группа немедленно пришла к катастрофе. Пехота на мотоциклах, которая должна была сопровождать танки, завязла в глубоком песке и не вышла на линию атаки. Командир танковой роты начал атаку без поддержки пехоты. Направление атаки, однако, было полигоном гарнизона Могилева, где были установлены мины и вырыты окопы. Танки напоролись на минное поле, и в этот момент по ним открыли огонь артиллерия и противотанковые пушки. В результате атака провалилась. Командир роты был убит, и 11 из 13 наших танков было потеряно».
Наступление 3-й танковой дивизии на Могилев было остановлено. Зобель заметил: «Противник оказался намного сильнее, чем ожидалось».
Это был один из первых успехов советских войск. В Могилев по этому случаю прибыли корреспонденты центральных газет - в том числе Константин Симонов. Они собственными глазами увидели подбитые танки врага. Снимок кладбища немецкой техники был позднее помещен в «Известиях».

Симонов описал увиденное в романе "Живые и мертвые". Полковник Кутепов стал прототипом Серпилина. Симонов вспоминал:  
Недолгая встреча с Кутеповым для меня была одной из самых значительных за годы войны. В моей памяти Кутепов — человек, который, останься он жив там, под Могилевом, был бы способен потом на очень многое. Тогда, в 1941 году, на меня произвела сильное впечатление решимость Кутепова стоять насмерть на тех позициях, которые занял и укрепил, стоять, что бы там ни происходило слева и справа от него. 
Тем временем город охватывали все плотнее. Форсировав Днепр, части XXIV и XXXXVI моторизованных корпусов Гудериана, обойдя Могилев с двух сторон, соединились в Чаусах и замкнули кольцо окружения вокруг оборонявшейся в районе Могилева группировки советских войск.
Город блокировал полк «Великая Германия» и части 3-й танковой дивизии.
Советская 13 А оказалась рассечена. Штаб армии попал под удар немецких частей, командарма генерал-лейтенанта Ремезова тяжело ранили и эвакуировали. Управление войсками армии нарушилось. Новый командарм генерал-лейтенант Василий Герасименко вступил в должность лишь 15 июля.
Немецкое продвижение задержала 4 А - её вывели во второй эшелон на рубеж реки Проня. Это не дало немецким подвижным соединениям выйти на оперативный простор.
Начатое 13 июля советское наступление на Бобруйск отвлекло часть сил вермахта от Могилева. Поэтому штурм города возобновился только после подхода пехотных соединений ГА Центр, которые сменяли подвижные части, блокировавшие город.

### Штурм Могилева: 17-25 июля
Упорная оборона советскими войсками Могилева лишала немцев крупного узла коммуникаций. А штурм города означал задержку пехоты с продвижением вперед, на соединение с танковыми группами.

В отчете немецкого VII корпуса писали: 
Штурм (Могилева) становится все более необходимым. Сконцентрированные на плацдарме силы противника - серьезная угроза в тылу армии. Они дают прикрытие с фронта находящимся восточнее Днепра силам противника для ударов на север и юг по флангам XII и IX АК и, наконец, перекрывают важную линию коммуникаций.
17 июля начался штурм Могилева — силами 7 АК генерала В. Фармбахера при поддержке танков 3 тд.
Подтянулась и пехота. 7-я пд атаковала советские позиции вдоль Минского шоссе, 23-я пд наступала вдоль Бобруйского шоссе. В р-н Могилева из Франции перебросили 15-ю пд, южнее Могилева подошла 258-я пд.
Тем временем немецкий танковый клин, обтекая Могилев, все глубже уходил на восток. Следовавшая в авангарде 46-го мотокорпуса 10 тд взяла Починок и двинулась на Ельню.
В котле у Могилева оказались 61-й ск и 20-й мехкорпус 13-й армии. Боеприпасы подавались самолётами, однако в условиях господства люфтваффе в воздухе рассчитывать на полноценное снабжение окруженных войск не приходилось.
Советское командование придавало большое значение удержанию Могилева. Телеграмма Ставки гласила:
Герасименко. Могилёв под руководством Бакунина сделать Мадридом…
20 июля в р-н Могилева подошла ещё одна немецкая пехотная дивизия - 78-я. Она переправилась на восточный берег Днепра в районе Борколабово и атаковала советскую оборону вдоль Гомельского шоссе, но была остановлена.

В отчете VII корпуса по штурму Могилева говорилось:
В течение дня становится ясно, насколько сильную позицию представляет собой могилевский плацдарм. Дивизии обнаружили перед собой мастерски отстроенные полевые укрепления, великолепно замаскированные, глубоко эшелонированные, с искусным использованием всех возможностей организации фланкирующего огня. Положение с боеприпасами напряженное, армия не может организовать достаточное снабжение. Этот факт не позволяет ожидать быстрого успеха в боях за укрепленный плацдарм. 
Однако Вермахт продолжал постепенно теснить советские войска.
23 июля начались уличные бои. Противник прорвался к ж/д вокзалу и занял аэродром Луполово, с которого снабжали окруженных в Могилеве. Связь штаба 61-го стрелкового корпуса с 172-й стрелковой дивизией, которая оборонялась в Могилеве, прервалась. Таким образом, Могилевский котел был рассечен.
Но сопротивление продолжалось. 24 июля в Могилеве продолжились уличные бои. Предложение командира немецкого 7-го армейского корпуса генерала артиллерии В. Фармбахера о капитуляции было отклонено. В ночь на 26 июля советские войска взорвали мост через Днепр.

По итогам штурма Могилева в отчете VII корпуса записали выводы:
Штурм укрепленного плацдарма Могилев представлял собой семидневную самостоятельную операцию против прекрасной долговременной оборонительной позиции, защищаемой фанатичным противником. Русские держались до последнего. Они были совершенно нечувствительны к происходившему у них на флангах и в тылу. За каждую стрелковую ячейку, пулеметное или орудийное гнездо, каждый дом приходилось вести бои.
Котел пытались взломать снаружи. 21-24 июля началось наступление советских войск на Смоленской дуге. С 22 июля наступает на Быхов 21-я А генерал-полковника Федора Кузнецова — с целью соединиться с осажденными у Могилева советскими войсками. Однако противник вновь блокировал советское наступление.

### Оставление Могилева: 26 июля
Стало ясно - в такой ситуации город удерживать не имеет смысла. Единственный выход - прорыв на восток. Промедление вело к катастрофе и полному уничтожению оборонявшейся группировки.
26 июля командиры окруженных соединений собрались в деревне Сухари (26 км восточнее Могилева). Присутствовали комкор 61 ск Федор Бакунин, командир 20-го мехкорпуса Николай Веденеев, комдив 110 сд Василий Хлебцев, комбриг 210-й моторизованной Дивизии Пархоменко и комбриг 26-й танковой Дивизии Обухов.
Обсуждали вывод корпуса из окружения, решили прорываться этим же вечером, двигаясь тремя маршрутами на Мстиславль-Рославль. В авангарде - 20-й мехкорпус, в арьергарде - боеспособные части 110-й сд. К этому времени к 61-му ск присоединились вышедшие из котла под Оршей остатки 1-й мсд, 161-й сд и другие части 20-й А.
На прорыв пошли и войска из окруженного Могилева. Комдив 172 сд Романов действовал самостоятельно - решил прорываться на запад в лес у деревни Тишовка (по Бобруйскому шоссе). Около 24.00 остатки 172 сд начали прорыв из окружения.

27 июля командование Западного фронта неодобрительно отреагировало на прорыв войск из окружения. В докладе Ставке ВГК указывалось:
Оборона 61-м стрелковым корпусом Могилева отвлекала на него до 5 пехотных дивизий и велась настолько энергично, что сковывала большие силы противника.
Нами приказано командующему 13 А удержать Могилев во что бы то ни стало. И приказано ему и комфронта т. Кузнецову перейти в наступление на Могилев, имея в дальнейшем обеспечение левого фланга Качалова и выхода на Днепр.
Однако командарм 13 А не только не подстегнул колебавшегося командира 61-го  стрелкового корпуса Бакунина, но пропустил момент, когда тот самовольно покинул Могилев, начал отход на восток и лишь тогда донес.
С этим движением корпуса создается тяжелое положение для него и освобождаются дивизии противника, которые могут маневрировать против 13-й и 21-й армий.
По получении известий об отходе из Могилева и о продолжающемся еще там уличном бое дан приказ командарму 13 А: остановить отход из Могилева и удержать город.

А комкора Бакунина, грубо нарушившего приказ, отдать под суд и заменить полковником Воеводиным, стоявшим за удержание Могилева.

За оставление Могилева командарма-13 генерал-лейтенанта Герасименко сняли с должности командарма и заменили генерал-майором Константином Голубевым.

##### Прорыв из котла
Однако выйти из окружения 61-му ск не удалось. После двухдневных боев генерал-майор Бакунин приказал пробиваться на восток мелкими группами, уничтожив перед этим всю технику и разогнав лошадей. Сам Бакунин вывел из окружения группу в 140 человек. Попали в плен начальник артиллерии 61-го СК комбриг Николай Лазутин и комдив-53 полковник Иван Бартенев.
Из состава 53-й сд на сборном пункте за Десной собралось около тысячи человек без тяжёлого вооружения. Позже 53-я стрелковая дивизия была восстановлена и сражалась в составе Западного фронта.
110-я стрелковая дивизия была уничтожена практически полностью (расформирована в сентябре 1941 года), командир дивизии полковник Хлебцев перешёл к партизанским действиям. 16 декабря 1941 года он вывел из окружения группу в 161 человек.
172-я стрелковая дивизия была полностью разгромлена, её командир генерал-майор Романов при выходе из окружения был ранен, попал в плен и в декабре 1941 года скончался от полученных ран в концлагере Хаммельбург.
Командир 20-го мехкорпуса генерал-майор Веденеев из окружения вышел. Остатки 210-й мотодивизии в начале августа 1941 года вывел её командир комбриг Пархоменко; 7 августа 1941 года он получил звание генерал-майора.
Остатки 26-й танковой дивизии вывел из окружения её командир генерал-майор В. Т. Обухов. Командир 38-й танковой дивизии полковник С. И. Капустин попал в плен под Рославлем 29 сентября 1941 года. Обе танковые дивизии были расформированы в сентябре 1941 года.
28 июля начальник германского Генерального штаба сухопутных войск Франц Гальдер записал в своём дневнике:
Район Могилёва окончательно очищен от войск противника. Судя по количеству захваченных пленных и орудий, можно считать, что здесь, как и предполагалось, первоначально находились шесть дивизий противника.

## Последствия
Сковывание значительных сил на южном фланге ГА «Центр» не позволило противнику усилить ударные группировки и развивать наступление в направлении Рославля в середине июля 1941 года.
Однако в 20-х числах июля противник сломил сопротивление советских войск, лишенных всяческой поддержки.
Сдача Могилева и разгром оборонявших его войск способствовали высвобождению армейского корпуса, который сыграл вскоре важную роль в разгроме опергруппы генерал-лейтенанта Владимира Качалова.

## В искусстве
Оборона Могилёва изображена в фильме «Днепровский рубеж» (Беларусь, 2009), в киноэпопее «Битва за Москву» Ю. Н. Озерова (1985), а также в фильме «Живые и мёртвые» (1964). 

## Память
В память о боях 172-й стрелковой дивизии 9 мая 1995 года был открыт мемориальный комплекс «Буйничское поле». Автор архитектор Владимир Чаленко.
Цикл книг «Памяти не предав» Автор: Сергеев Станислав.
В Музее Славы Могилёвщины представлены экспозиции, посвящённые обороне Могилёва.